# Haus Benninghofen
Haus Benninghofen war ein Rittergut im heutigen Dortmunder Stadtteil Benninghofen. Es wurde urkundlich erstmals 1268 erwähnt.
Zum Kirchspiel Wellinghofen zählten sieben Rittersitze, darunter Brüninghausen, Niederhofen und diese Anlage. Vor 1243 gehörte das Rittergut zur Krummen Grafschaft.
Heinrich to Benninghowe wird 1286 genannt, wie das Klarenberger Urkundenbuch verzeichnet. Seine Töchter Sophie, Christine und Mechtilde erbten das Gut, da Johann von Ryne das Besitzrecht ablehnte. Albert Schliter Sluc von Geseke, genannt Benninghofen, verkaufte am 24. Juni 1359 alle Güter und Lehnsgerechtigkeiten an seinen Neffen Hermann von Ryne, Sohn Johanns von Ryne. Am 6. Januar 1360 verweist er seine bisherigen Lehnsleute Albert, Dietrich, Johann und Sophie von Benninghofen an diesen.
Im Jahre 1536 kam das Gut Benninghofen an die Familie Vittinghoff, genannt Schell.
Das Gut ist heute nicht mehr erhalten. Das letzte bauliche Zeugnis, ein Torhaus, wurde 1960 abgerissen.